# Lasius nevadensis
Lasius nevadensis es una especie de hormiga del género Lasius, tribu, Lasiini, orden Hymenoptera. Fue descrita por Cole en 1956.

## Distribución
Se distribuye por Estados Unidos.

## Hábitat
Habita en bosques abiertos de pinos, también debajo de piedras y rocas. Se ha encontrado a elevaciones de 2240-2650 metros.